# Cacodaemon hystricosus
Cacodaemon hystricosus es una especie de coleóptero de la familia Endomychidae.

## Distribución geográfica
Habita en Sumatra, Borneo, Sarawak.